# 483 (číslo)
Čtyři sta osmdesát tři je přirozené číslo. Následuje po čísle čtyři sta osmdesát dva a předchází číslu čtyři sta osmdesát čtyři. Římskými číslicemi se zapisuje CDLXXXIII a řeckými číslicemi υπγ.

## Matematika
483 je:
- Deficientní číslo
- Složené číslo
- Nešťastné číslo

## Astronomie
- (483) Seppina je planetka hlavního pásu, kterou objevil v roce 1902 Max Wolf

## Roky
- 483
- 483 př. n. l.